# Turf Lea
Turf Lea – osada w Anglii, w hrabstwie ceremonialnym Wielki Manchester, w dystrykcie metropolitalnym Stockport. Leży 17 km na południowy wschód od centrum miasta Manchester.